# 모테기정
모테기정(일본어: 茂木町 모테기마치[*])은 일본 도치기현 하가군에 있는 정이다. 현지를 흐르는 나카강으로 연어가 거슬러 올라가 연어의 명산지 중 하나이다.

## 인접한 자치체
- 도치기현
  - 나스시오바라시
  - 하가군
    - 마시코정
    - 이치카이정
- 이바라키현
  - 가사마시
  - 사쿠라가와시
  - 히가시이바라키군
    - 시로사토정

  - 히타치오미야시

## 역사
- 1889년 4월 1일 - 모테기정, 사카가와촌, 나카가와촌, 스도촌이 성립하였다.
- 1954년 8월 1일 - 모테기정, 사카가와촌, 나카가와촌, 스도촌이 합쳐져 새로운 모테기정이 성립하였다.

## 인구
| 연도 | 인구   | ±%     |
| ---- | ------ | ------ |
| 1920 | 23,018 | —      |
| 1930 | 23,896 | +3.8%  |
| 1940 | 24,696 | +3.3%  |
| 1950 | 30,973 | +25.4% |
| 1960 | 26,786 | −13.5% |
| 1970 | 21,978 | −17.9% |
| 1980 | 20,051 | −8.8%  |
| 1990 | 18,934 | −5.6%  |
| 2000 | 17,466 | −7.8%  |
| 2010 | 15,023 | −14.0% |

## 교통

### 도로
- 국도 제123호선
- 국도 제294호선(일본어판)

### 철도
- 모카 철도
  - 모카선: 덴야바역 - 모테기역

## 시설
- 튕 링그 모테기